# Charles Davenant
Charles Davenant (1656 – 1714) è stato uno scrittore inglese.

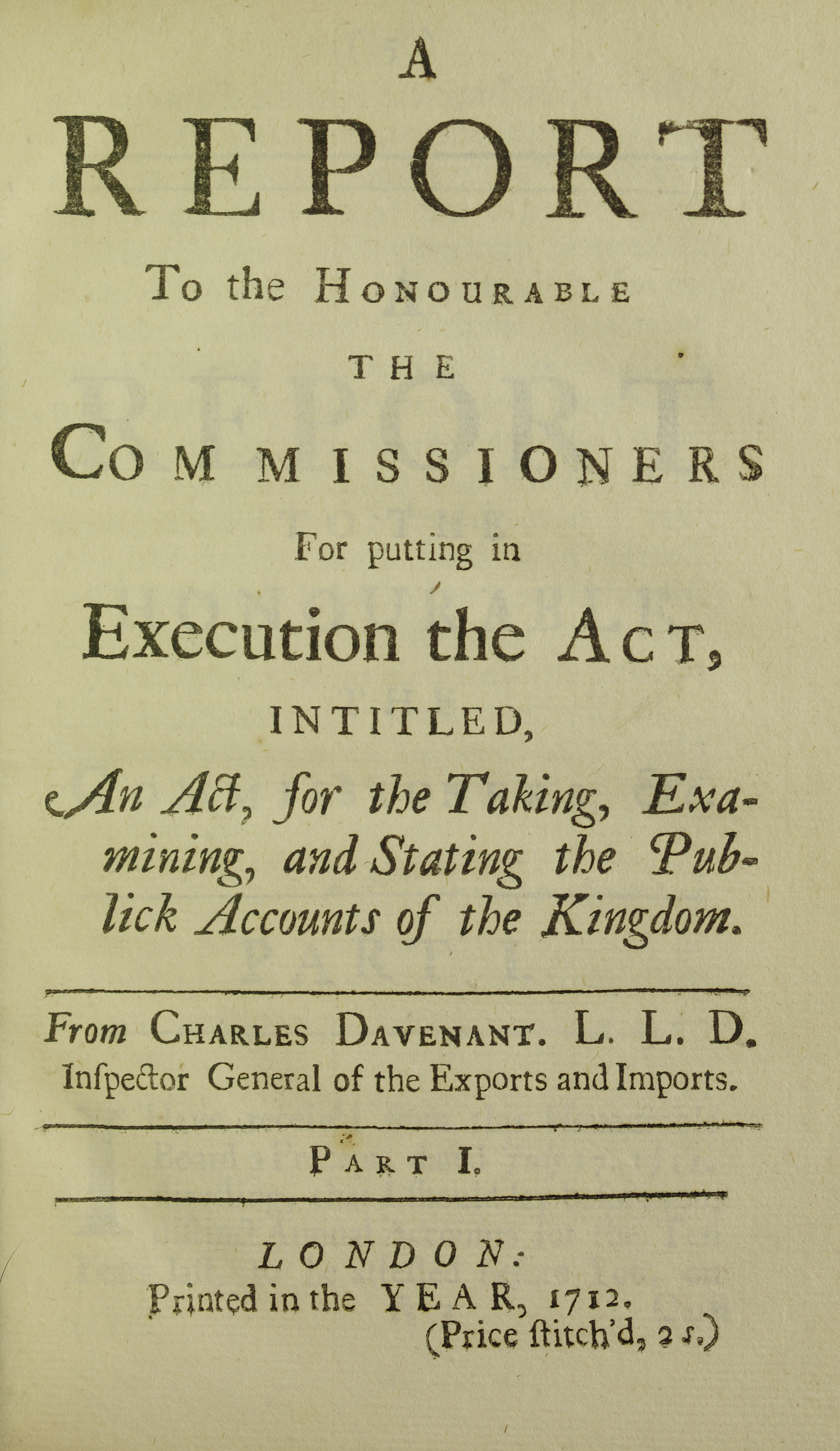
Report to the honourable the commissioners, 1712

È noto per le sue opere di politica, poesia ed economia; era figlio del poeta William D'Avenant.

## Opere
- (EN) Essay upon ways and means of supplying the war, London, Jacob Tonson, 1695.
- (EN) Report to the honourable the commissioners for putting in execution the act, intitled, an act, for the taking, examining, and stating the publick accounts of the kingdom, vol. 1, London, sn, 1712.
- (EN) Report to the honourable the commissioners for putting in execution the act, intitled, an act, for the taking, examining, and stating the publick accounts of the kingdom, vol. 2, London, sn, 1712.